# Національний музей Бахрейну
Національний музей Бахрейну (араб. متحف البحرين الوطني) — найбільший і один з найстаріших публічних музеїв Бахрейну. Він побудований поруч з шосе короля Фейсала в Манамі і відкритий в грудні 1988 року. Архітектурний комплекс, вартістю 30 мільйонів доларів США, займає площу 27800 м² і складається з двох будівель. Поруч з музеєм знаходиться Національний театр Бахрейну.
Відвідувачів на вході зустрічає інтерактивна карта країни, що займає всю підлогу холу. При виборі місця на дисплеї, на карті, стінах і виставці фотографій до неї «прокладається» наочний маршрут за допомогою світлових індикаторів.
Музей має в своєму розпорядженні багату колекцію античних археологічних артефактів за період майже в 5000 років історії країни. Комплекс археології включає в себе три зали, що віддані давній цивілізації Дильмун, а в двох інших залах відображена культура і спосіб життя найближчого минулого Бахрейну до розвитку промисловості. Важливим експонатом є камінь Дюрана — довгі чорні базальтові скульптури, що сягають Вавилонської епохи.
У 1993 році був відкритий додатковий зал природознавства, що орієнтований на природне середовище Бахрейну. В цьому залі представлені зразки тваринного і рослинного світу, які зібрані на території країни. Серед експонатів стародавньої історії одним з найвидовищніших є курган, який був перевезений з пустелі поруч з містом Хамад, і зібраний в музеї. Ще один особливо цікавий експонат — діорама, на якій зображена сцена з епосу про Гільгамеша. Старі манускрипти Корану, замітки по астрономії, історичні документи і листи виставлені в залі документів та рукописів.
Будівля була спроектована архітектурним бюро KHR Arkitekter з Данії. Музейний комплекс містить дев'ять головних галерей, навчальний зал, є сувенірний магазин, кафетерій і парковка.